# Chlumetia hampsoni
Chlumetia hampsoni là một loài bướm đêm trong họ Noctuidae.